# ペルー人民解放軍
ペルー人民解放軍（スペイン語: Militarizado Partido Comunista del Perú － MPCP）は、ペルーの極左武装組織。元々はセンデロ・ルミノソ内にあった軍事組織であったが、2018年に強硬派リーダーのビクター・パロミノ（ホセ司令官とも）がセンデロ・ルミノソと分裂する形で結成された。アプリマック川及びエネ川とマンタロ川沿いを拠点にコカインを密売しながらゲリラ及びテロ攻撃を繰り返している。

## 概要
1992年アビマエル・グスマン（ゴンサロ大統領とも）の逮捕によりパロミノが自らを後継者を名乗り毛沢東思想を掲げた強硬派組織としてセンデロ・ルミノソ内で結成され、2018年の分裂後はセンデロ・ルミノソに攻撃を加えたりペルー政府軍に対するゲリラ攻撃を行い混乱させていた。

## 活動
先住民族に奴隷制を敷き強制労働を強いる他、少年を連れ去り少年兵として戦場に投入する人権違反を繰り返している。
2018年6月11日、マンガロのペルー軍基地を襲撃し6人が負傷する銃撃事件を発生。
2020年12月21日、フニン県で巡回中のペルー軍を襲撃し1人を殺害しその後火をつけて3人を負傷させた。
2021年5月23日、サン・ミゲル・デル・エネで2021ペルー大統領選挙の投票を狙った一般市民に対する襲撃を行い、18人が死亡した。襲撃の背景にはかつてセンデロ・ルミノソに対する積極的取締政策を行ったアルベルト・フジモリ大統領時代に弱体化したことから、同氏又はその娘のケイコ・フジモリに対する報復行為と受け止められた。